# دارک انجل (گروه موسیقی)
دارک اِنجل (به انگلیسی: Dark Angel) یک گروه ترش متال آمریکایی از دونی، کالیفرنیا است که در سال ۱۹۸۱ تشکیل شد. اعضای فعلی گروه شامل جین هوگلن (درامر)، اریک مایر و لورا کریستین (نوازندگان گیتار)، ران راینهارت (خوانندهٔ اصلی) و مایک گونزالس (گیتار بیس) هستند. در طول تاریخ، آنها تغییرات زیادی در ترکیب اعضای خود داشته‌اند و از زمان مرگ جیم دورکین نوازندهٔ گیتار در ۸ مارس ۲۰۲۳، هیچ عضو اصلی در ترکیب فعلی دارک انجل باقی نمانده است، اگرچه مایر (که در سال ۱۹۸۴ به گروه پیوست) تنها عضوی است که در تمام آلبوم‌های استودیویی آنها حضور داشته است.
سبک اغراق‌آمیز دارک انجل (آهنگ‌های بسیار سریع، سنگین و طولانی با تغییرات زیاد در تمپو، اشعار و قطعات‌سازی طولانی) باعث شد که به آنها لقب «ماشین کافئین لس‌آنجلس» داده شود. با وجود اینکه این گروه هرگز به موفقیت چشمگیری در جریان اصلی موسیقی دست نیافت، اغلب به عنوان یکی از رهبران موج دوم جنبش ترش متال دههٔ ۱۹۸۰، و به عنوان یکی از پیشگامان صدای «پراگرسیو/تکنیکال ترش متال» شناخته می‌شود. موسیقی آنها همچنین به عنوان تأثیر سازنده بر ژانرهای دث متال و گروو متال ذکر شده است.
گروه دارک انجل تا به امروز چهار آلبوم استودیویی منتشر کرده است: ما رسیده‌ایم (۱۹۸۵)، تاریکی فرود می‌آید (۱۹۸۶)، جای زخم‌ها را بگذار (۱۹۸۹) و زمان التیام نمی‌بخشد (۱۹۹۱). پس از انحلال اولیه آنها در سال ۱۹۹۲ و اولین گردهمایی از سال ۲۰۰۲ تا ۲۰۰۵، این گروه بار دیگر در سال ۲۰۱۳ متحد شد. پنجمین آلبوم استودیویی گروه دارک انجل، با نام رویداد سطح انقراض، برای انتشار در سال ۲۰۲۵ برنامه‌ریزی شده است.

## سبک و میراث
سبک موسیقی دارک انجل عمدتاً به عنوان ترش متال شناخته می‌شود، که تأثیرات و الهامات آن از ژانرهای مختلف موسیقی، از جمله متال سنتی، پراگرسیو راک، پانک راک و دوم متال، و همچنین موج نوی دهه ۱۹۸۰ هوی متال بریتانیا (به اختصار انگلیسی: NWOBHM) و صحنه‌های ترش متال منطقه خلیج سانفرانسیسکو گرفته شده است. ادواردو ریواداویا از آل‌میوزیک اشاره می‌کند که دارک انجل به خاطر «سرعت، قدرت و تخیل» خود شناخته شده است و اضافه می‌کند که اگرچه گروه «فقط چند ترفند در اختیار داشت»، اما «آنها را به طرز فوق‌العاده‌ای اجرا کرد.»
گروه‌های متعددی از جمله پنترا، کنیبال کورپس، موربید آنجل، و اینکنتیشن از دارک انجل به عنوان منبع الهام خود یاد کرده‌اند.

## اعضای گروه

### اعضای کنونی
- اریک مایر – گیتار (۱۹۹۲–۱۹۸۴، ۲۰۰۵–۲۰۰۲، ۲۰۱۳–اکنون)
- جین هوگلن – درام (۱۹۹۲–۱۹۸۴، ۲۰۰۵–۲۰۰۲، ۲۰۱۳–اکنون)
- ران راینهارت - خواننده (۱۹۹۲–۱۹۸۷، ۲۰۰۵–۲۰۰۲، ۲۰۱۳–اکنون)
- مایک گونزالس – گیتار بیس (۱۹۹۲–۱۹۸۶، ۲۰۱۳–اکنون)
- لورا کریستین – گیتار (۲۰۲۳–اکنون؛ عضو اجرای زنده: ۲۰۲۳–۲۰۲۰)

### اعضای پیشین
- جیم دورکین – گیتار (۱۹۸۹–۱۹۸۱، ۲۰۲۰–۲۰۱۳؛ وقفه ۲۰۲۳–۲۰۲۰؛ درگذشت)
- دان داتی - خواننده (۱۹۸۷–۱۹۸۱)
- راب یان – بیس (۱۹۸۶–۱۹۸۱)
- مایک آندراده - درام (۱۹۸۳–۱۹۸۱)
- جک شوارتز - درام (۱۹۸۴–۱۹۸۳)
- باب گورلی - درام (۱۹۸۴)
- لی راچ - درام (۱۹۸۴؛ درگذشت ۲۰۲۳)
- جیم درابوس - خواننده (۱۹۸۷)
- برت اریکسن – گیتار (۱۹۹۱–۱۹۸۹)
- کریس مک‌کارتی – گیتار (۱۹۹۲–۱۹۹۱)
- دنیل ویلیامز - گیتار بیس (۲۰۰۵–۲۰۰۲)

## ترانه‌شناسی

### آلبوم‌های استودیویی
- ما رسیده‌ایم (۱۹۸۵) We Have Arrived
- تاریکی فرود می‌آید (۱۹۸۶) Darkness Descends
- جای زخم‌ها را بگذار (۱۹۸۹) Leave Scars
- زمان التیام‌بخش نیست (۱۹۹۱) Time Does Not Heal
- رویداد سطح انقراض (۲۰۲۵) Extinction Level Event

### آلبوم‌های زنده
- زخم‌های زنده (۱۹۹۰) Live Scars

### آلبوم‌های تلفیقی
- دهه آشوب: بهترین‌های دارک انجل (۱۹۹۲) Decade of Chaos: The Best of Dark Angel

### دموها
- خواهم سوخت (۱۹۸۳) Gonna Burn
- دمو ۲ (۱۹۸۳) Demo II
- نسخهٔ نمایشی زنده (۱۹۸۴) Live Demo
- نسخهٔ نمایشی زنده از برکلی (۱۹۸۵) Live Demo from Berkeley
- نمایشگاه قساوت (۱۹۹۲) Atrocity Exhibition

### ویدیوها
- انتقام نهایی ۲ (وی‌اچ‌اس و سی‌دی) (۱۹۸۹) Ultimate Revenge 2
- ترش سه-طرفه (وی‌اچ‌اس و لیزردیسک) (۱۹۹۰) ‎3-Way Thrash